# Carte électorale du Québec
Pour un article plus général, voir Circonscription électorale (Québec).
Cet article fait l'historique des modifications apportées à la carte électorale du Québec depuis la confédération. Depuis 1867 le nombre de circonscriptions provinciales a presque doublé, partant de 65 pour atteindre aujourd'hui le nombre de 125. La liste qui suit présente les principaux changements à la carte électorale. La date indiquée est celle de l'adoption de la carte électorale modifiée, quand cette information est connue, et sinon de la première élection générale qui utilisa cette carte modifiée.

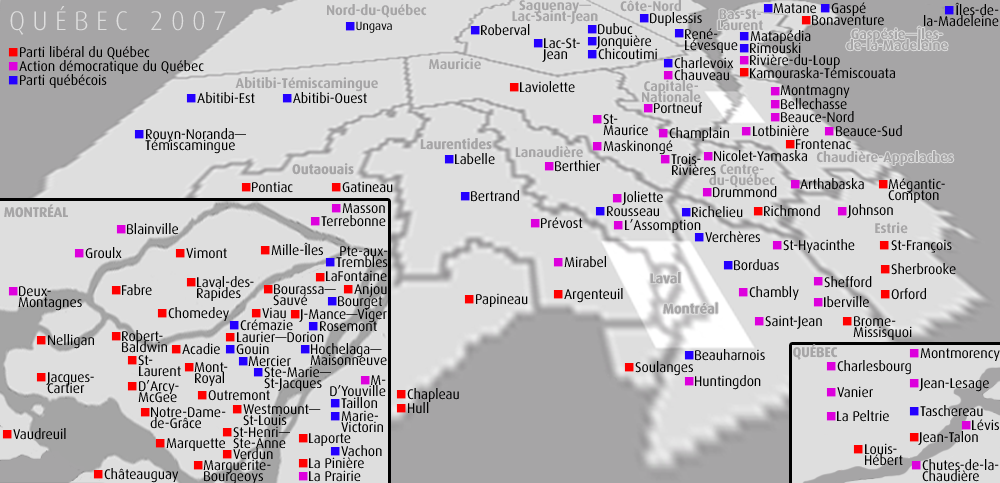
Résultats de l'élection générale québécoise de 2007

## 1867
À la confédération, la carte électorale demeure la même que celle adoptée en 1853 par le gouvernement de la province du Canada pour le Canada-Est. Les 65 circonscriptions fédérales et provinciales appelés Districts électoraux, divisent alors la province nouvellement créée. 
Circonscriptions présentes en 1867 :
| - Argenteuil - Bagot - Beauce - Beauharnois - Bellechasse - Berthier - Bonaventure - Brome - Chambly - Champlain - Charlevoix - Châteauguay - Chicoutimi-Saguenay | - Compton - Deux-Montagnes - Dorchester - Drummond-Arthabaska - Gaspé - Hochelaga - Huntingdon - Iberville - Jacques-Cartier - Joliette - Kamouraska - Laprairie - L'Assomption | - Laval - Lévis - L'Islet - Lotbinière - Maskinongé - Mégantic - Missisquoi - Montcalm - Montmagny - Montmorency - Montréal-Centre - Montréal-Est - Montréal-Ouest | - Napierville - Nicolet - Ottawa - Pontiac - Portneuf - Québec (comté) - Québec-Centre - Québec-Est - Québec-Ouest - Richelieu - Richmond-Wolfe - Rimouski - Rouville | - Saint-Hyacinthe - Saint-Jean - Saint-Maurice - Shefford - Sherbrooke - Soulanges - Stanstead - Témiscouata - Terrebonne - Trois-Rivières - Vaudreuil - Verchères - Yamaska |

Les noms en gras désigne les circonscriptions actuelles, ceux en italiques furent refondues ou ont changé de noms.

## 1890
La carte électorale est modifiée le 2 avril 1890 (date de sanction de la loi) et utilisée pour la première fois à l'élection générale de la même année. Le nombre de circonscriptions passe de 65 à 73. Réaménagement des circonscriptions de la ville de Montréal[style à revoir]. 

### À Montréal
- Montréal-Ouest, Montréal-Centre et Montréal-Est sont abolis et remplacés par six districts nommés : 
  - Montréal no 1
  - Montréal no 2
  - Montréal no 3
  - Montréal no 4
  - Montréal no 5
  - Montréal no 6

### Ailleurs
- Séparation de Drummond et d'Arthabaska
- Séparation de Richmond et Wolfe,
- Création de Lac-Saint-Jean (détaché de Chicoutimi-Saguenay)
- Création de Matane (détaché de Rimouski)
- Création de Saint-Sauveur (détaché de Québec-Est).

## 1895
La carte électorale est modifiée le 21 décembre 1895 et utilisée pour la première fois à l'élection générale de 1897. On passe de 73 à 74 circonscriptions. 
- Création de Îles-de-la-Madeleine (détaché de Gaspé).

## 1912
La carte électorale est modifiée le 3 avril 1912, et utilisée pour la première fois lors de l'élection générale de la même année. On passe de 74 à 81 circonscriptions. 

### À Montréal

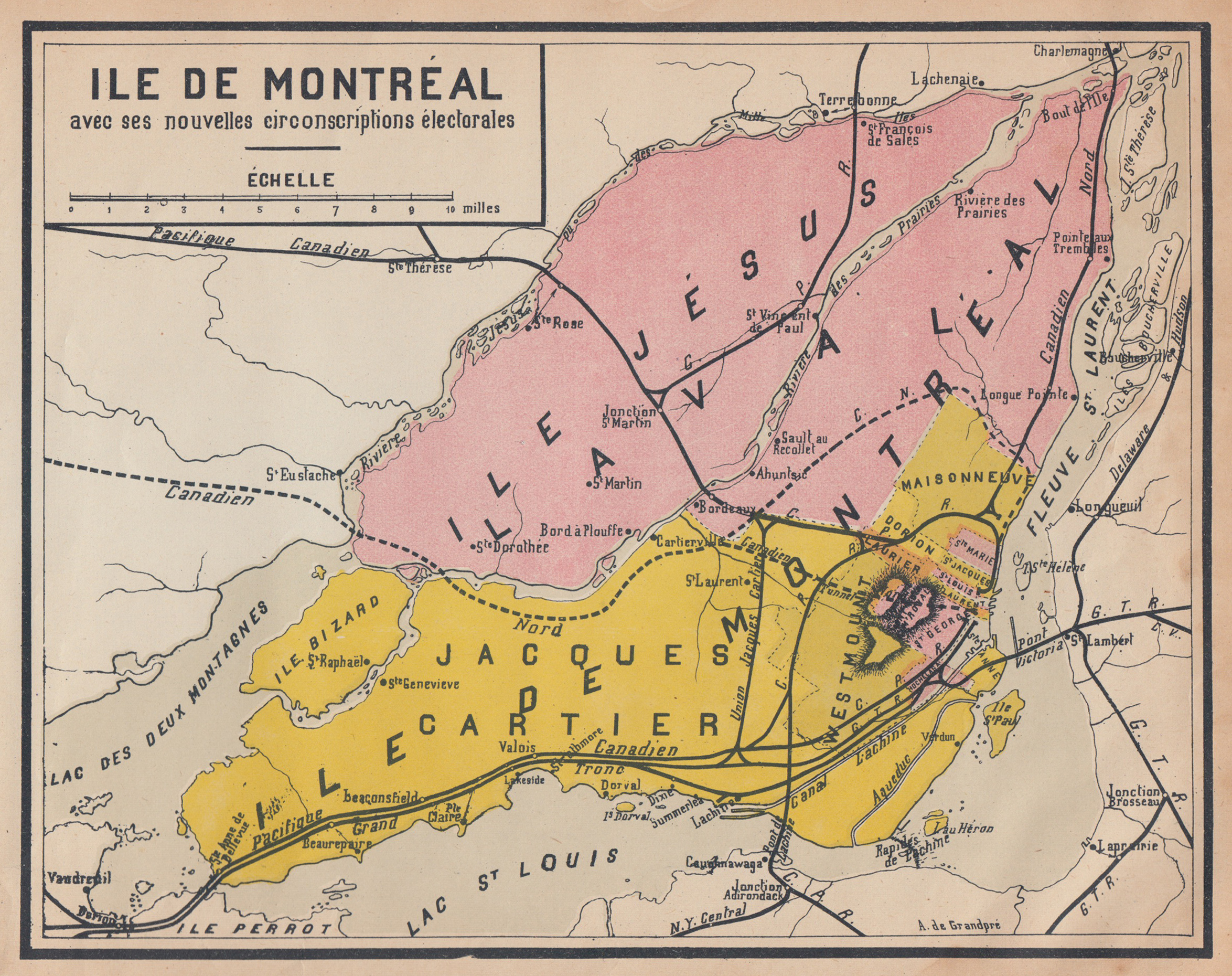
Carte des circonscriptions de l'île de Montréal lors de la refonte de 1912.

- Montréal no 1 est renommé Montréal–Sainte-Marie;
- Montréal no 2 est renommé Montréal–Saint-Jacques;
- Montréal no 3 est renommé Montréal–Saint-Louis;
- Montréal no 4 est renommé Montréal–Saint-Laurent;
- Montréal no 5 est renommé Montréal–Saint-Georges;
- Montréal no 6 est partagé entre Montréal–Sainte-Anne, Montréal–Saint-Georges et Montréal–Saint-Laurent;
- Hochelaga est aboli et est remplacé par Maisonneuve, Montréal-Dorion, Montréal-Laurier, Montréal-Hochelaga et Westmount.

### Ailleurs
- Charlevoix et Chicoutimi-Saguenay deviennent Charlevoix-Saguenay et Chicoutimi.
- Création de Frontenac (détaché de Beauce et Compton)
- Création de Labelle  (détaché d'Ottawa)
- Création de Témiscamingue (détaché de Pontiac).

## 1918
Changement de dénomination d'une circonscription[style à revoir]. Cette carte électorale fut utilisée pour la première fois lors de l'élection générale de 1919.
- Ottawa change de nom pour s'appeler Hull[3].

## 1922
La carte électorale est modifiée le 29 décembre 1922 et utilisée pour la première fois lors de l'élection générale de 1923. On passe de 81 à 85 circonscriptions. Deux nouvelles circonscriptions sont créées à Montréal. 
- Montréal-Hochelaga est renommé Montréal—Saint-Henri;
- Création de Montréal-Mercier (détaché de Montréal-Dorion et Montréal-Laurier);
- Création de Montréal-Verdun (détaché de Jacques-Cartier);
- Création de Matapédia (détaché de Matane)
- Création de Papineau (détaché de Labelle)
- Création d'Abitibi (détaché de Témiscamingue).
- Regroupement de Napierville et Laprairie pour former Napierville-Laprairie.

## 1930
La carte électorale est modifiée le 4 avril 1930 et utilisée pour la première fois lors de l'élection générale de 1931. Le nombre de circonscriptions passe de 85 à 90. 
- Division de Gaspé en Gaspé-Nord et Gaspé-Sud.
- Création de Rivière-du-Loup (détaché de Témiscouata)
- Création de Roberval (détaché de Lac-Saint-Jean)
- Création de Laviolette (détaché de Champlain) et
- Création de Gatineau (détaché de Hull).

## 1939
La carte électorale est modifiée le 28 avril 1939 et utilisée pour la première fois lors de l'élection générale de la même année. Cette fois on revient de 90 à 86 circonscriptions. Certaines circonscriptions de Montréal sont réaménagées. 
- Création de Vaudreuil-Soulanges (Union de Vaudreuil avec Soulanges).

### Regroupements éphémères
- Kamouraska et Rivière-du-Loup sont regroupés pour devenir Kamouraska—Rivière-du-Loup
- Richelieu et Verchères, pour devenir Richelieu-Verchères
- Les circonscriptions de Saint-Jean, Napierville-Laprairie et Châteauguay deviennent :
  - Châteauguay-Laprairie et
  - Saint-Jean—Napierville.

## 1944
La carte électorale est modifiée le 26 mai 1944 et utilisée pour la première fois lors de l'élection générale de la même année. Le nombre de circonscriptions remonte à 91. 
- Abitibi est divisé en Abitibi-Est et Abitibi-Ouest;
- Création de Rouyn-Noranda (détaché de Témiscamingue);
- Kamouraska et Rivière-du-Loup sont de nouveau séparés, ainsi que
- Richelieu et Verchères.

### Retour à la carte de 1930
Les circonscriptions de St-Jean, Napierville-Laprairie et Châteauguay sont rétablies comme elles étaient avant 1939.

## 1945
La carte électorale est modifiée le 1er juin 1945 et utilisée pour la première fois lors de l'élection générale de 1948. Le nombre de circonscriptions passe à 92. 
- Charlevoix et Saguenay sont séparés de Charlevoix-Saguenay.

## 1954
La carte électorale est modifiée le 5 mars 1954 et utilisée pour la première fois lors de l'élection générale de 1956. Ajout d'une circonscription pour en faire passer le nombre à 93[style à revoir]. 
- Jonquière-Kénogami est détaché de Chicoutimi et de Lac-Saint-Jean.

## 1960
Une nouvelle carte électorale est adoptée le 18 mars 1960 et utilisée pour la première fois lors de l'élection générale de la même année. Deux nouvelles circonscriptions en font passer le nombre à 95. 
- Bourget est détaché de Laval
- Duplessis est détaché de Saguenay.

## Comité de 1962
Le gouvernement libéral de Jean Lesage nomme un comité d'experts formé d'universitaires pour réaliser une étude préliminaire sur la révision de la carte électorale. Ce comité présidé par le géographe Fernand Grenier comprenait aussi le sociologue Harold Angell, l'historien Jean Hamelin, le sociologue Vincent Lemieux, le démographe Yves Martin, et l'économiste André Raynauld. Son rapport constate que la base de la carte électorale du Québec a peu changé depuis 1853 si ce n'est des divisions de territoire en fonction de l'augmentation de la population, et recommande plusieurs mesures pour améliorer son établissement, dont des critères pour la délimitation des circonscriptions ainsi que la recommandation de confier cette responsabilité à un organisme indépendant.

## 1965
Une nouvelle carte électorale est adoptée le 6 août 1965 et utilisée pour la première fois lors de l'élection générale de 1966. Le nombre de circonscriptions passe de 95 à 108. Pour tenir compte du fort écart de population qui s'est établi entre les circonscriptions rurales et urbaines, plusieurs nouvelles circonscriptions sont créées dans la région de Montréal. De plus, les préfixes Montréal- et Québec- sont supprimés du nom des circonscriptions.
- Création de Ahuntsic et Fabre (détachés de Laval),
- Création de Lafontaine et Olier (détachés de Bourget),
- Création de Bourassa (détaché de Bourget et Laval),
- Création de Gouin (détaché de Montréal—Jeanne-Mance et Montréal-Laurier),
- Montréal-Mercier devient tout-simplement Mercier
- Création de Dorion (détaché de Montréal-Outremont, Montréal—Jeanne-Mance et Montréal-Laurier),
- Création de D'Arcy-McGee (détaché de Montréal-Outremont et Westmount—Saint-Georges),
- Création de Marguerite-Bourgeoys (détaché de Jacques-Cartier et Montréal—Notre-Dame-de-Grâce),
- Création de Saint-Laurent (détaché de Laval et Jacques-Cartier)
- Création de Robert-Baldwin (détaché de Jacques-Cartier).
- Création de Taillon (détaché de Verchères et de Chambly)
- Création de Dubuc (détaché de Chicoutimi et Jonquière-Kénogami, laquelle est renommée Jonquière).

### À Québec
- Le comté de Québec est renommé Chauveau
- Québec-Est devient Limoilou
- Québec-Centre devient Jean-Talon
- Québec-Ouest devient Louis-Hébert.

## 1972
Une nouvelle carte électorale est adoptée le 21 décembre 1972 et utilisée pour la première fois lors de l'élection générale de 1973. Le nombre de circonscriptions augmente de deux, passant à 110, mais une refonte en profondeur des circonscriptions est effectuée dans le but d'équilibrer le nombre des électeurs. Des circonscriptions rurales sont éliminées ou regroupées, tandis qu'on ajoute plusieurs circonscriptions dans les villes ou en périphérie. 

### Nouvelles toponymies
- Bagot devient Johnson tout en incluant des parties de circonscriptions avoisinantes.
- Nicolet et Yamaska forment Nicolet-Yamaska.
- Mégantic—Compton, de l'union de Compton et Mégantic.
- Stanstead devient Orford.
- Napierville-Laprairie disparaît et Laprairie est créée.
- Labelle devient Laurentides-Labelle.
- Ahuntsic devient Crémazie.
- Olier devient Viau tout en incluant des parties de circonscriptions avoisinantes.

### Regroupements
- Union de Brome et Missisquoi pour former Brome-Missisquoi.
- Gaspé-Nord et Gaspé-Sud sont regroupés une seconde fois pour former Gaspé.
- Kamouraska et Témiscouata forment Kamouraska-Témiscouata.
- Montmagny-L'Islet est créée de L'Islet et Montmagny.
- Création de Joliette-Montcalm à partir de Montcalm et Joliette.
- Pontiac et Témiscamingue forment Pontiac-Témiscamingue.

### Nouvelles circonscriptions
- Création de Beauce-Nord et Beauce-Sud sont créées de la dissolution de Beauce et celles-ci absorbent Dorchester dont une autre partie va dans Bellechasse.
- Wolfe disparaît en étant absorbé dans Frontenac, Mégantic—Compton et Richmond.
- Rouville disparaît, absorbé dans Iberville et Chambly.
- Saint-Sauveur disparaît pour devenir :
  - Vanier et
  - Taschereau.
- Création de Saint-François (détaché de Sherbrooke, Compton et Richmond).
- Création de Laporte (détaché de Taillon et Chambly).
- Création de Charlesbourg (détaché de Chauveau et Montmorency).
- Création de Prévost (détaché de Deux-Montagnes, Terrebonne et Argenteuil).
- Création de Mille-Îles (détaché de Fabre).
- Création de Anjou (détaché de Bourget, Lafontaine et Bourassa).
- Création de Acadie (détaché de Ahuntsic et de Saint-Laurent).
- Création de Sauvé (détaché de Bourassa).
- Création de Rosemont (détaché de Jeanne-Mance et Gouin).
- Création de Mont-Royal (détaché de D'Arcy-McGee, Outremont et Dorion).
- Création de Pointe-Claire (détaché de Jacques-Cartier et Robert-Baldwin).

## 1980
Une nouvelle carte électorale est adoptée le 27 mars 1980 et utilisée pour la première fois lors de l'élection générale de 1981. Il s'agit de la première modification de la carte électorale faite sous l'égide de la Commission de la représentation électorale. Création de 11 nouvelles circonscription dont le nombre passe de 110 à 122. 

### Nouvelles toponymies
- Laurentides-Labelle devient Labelle.
- Joliette-Montcalm devient Joliette.
- Laval devient Laval-des-Rapides.
- Nicolet-Yamaska devient Nicolet.

### Nouvelles circonscriptions
- Pontiac-Témiscamingue et Rouyn-Noranda deviennent Pontiac et Rouyn-Noranda—Témiscamingue.
- Création de Ungava (formé du Nouveau-Québec et de parties d'Abitibi-Est et Abitibi-Ouest).
- Création de La Peltrie (détaché de Chauveau).
- Création de Rousseau (détaché de L'Assomption, Joliette-Montcalm et Prévost).
- Création de Groulx (détaché de Terrebonne).
- Création de Chapleau (détaché de Papineau).
- Création de Bertrand (détaché de Chambly et Verchères).
- Création de Marie-Victorin (détaché de Taillon et Laporte).
- Création de Vachon (détaché de Taillon).
- Création de Chomedey (détaché de Fabre et Laval).
- Création de Vimont (détaché de Fabre et Mille-Îles).
- Création de Marquette (détaché de Notre-Dame-de-Grâce, Marguerite-Bourgeoys et Jacques-Cartier).
- Création de Nelligan (détaché de Pointe-Claire et Robert-Baldwin).
- Création de Viger (détaché de Viau et Jeanne-Mance).

## 1985
Une nouvelle carte électorale est adoptée en 1985 et utilisée pour la première fois lors de l'élection générale de la même année. Le nombre de circonscriptions reste stable à 122 ; aucune circonscription n'est ajoutée ni supprimée mais les limites de 33 circonscriptions sont modifiées.

## 1988
Une nouvelle carte électorale est adoptée en 1988 et utilisée pour la première fois lors de l'élection générale de 1989. Le nombre de circonscriptions passe de 122 à 125.
- Création de Chutes-de-la-Chaudière (détaché de Beauce-Nord et Lévis).
- Nicolet redevient Nicolet-Yamaska.
- L'Acadie devient Acadie.
- Maisonneuve devient Hochelaga-Maisonneuve et intègre une partie de Sainte-Marie.
- Sainte-Marie—Saint-Jacques est créé du regroupement de Saint-Jacques et de Sainte-Marie.
- Création de Pointe-aux-Trembles (détaché d'Anjou, Bourget et LaFontaine).
- Création de La Pinière (détaché de Laprairie).
- Création de Masson (détaché de L'Assomption et Terrebonne).
- Création de Beauharnois-Huntingdon, Salaberry-Soulanges et Vaudreuil à partir de Beauharnois, Huntingdon et Vaudreuil-Soulanges.
- Laprairie s'écrit désormais La Prairie.

## 1992
Une nouvelle carte électorale est adoptée en 1992 et utilisée pour la première fois lors de l’élection générale de 1994. Le nombre de circonscriptions reste stable à 125. Pour refléter les changements dans la répartition de la population, le nombre de circonscriptions au centre-ville de Montréal est diminué, et il est augmenté en périphérie.
- La circonscription de Bertrand est renommée Marguerite-D'Youville.
- Création d'une nouvelle circonscription de Bertrand  (détachée de Labelle, Prévost et Rousseau).
- Création de Blainville (détaché de Groulx et Terrebonne).
- Création de Borduas (détaché de Verchères et Iberville).
- Création de Laurier-Dorion du regroupement de Dorion et Laurier
- Redécoupage majeur de Saint-Henri, Sainte-Anne, Saint-Louis et Westmount pour former :
  - Saint-Henri—Sainte-Anne et
  - Westmount—Saint-Louis.

## 2001
Une nouvelle carte électorale est adoptée le 16 décembre 2001 et utilisée pour la première fois lors de l'élection générale de 2003. Le nombre de circonscriptions reste stable à 125.
- La circonscription de Saguenay est renommée René-Lévesque.
- La circonscription de Limoilou est renommée Jean-Lesage.
- Création de Mirabel (détaché de Deux-Montagnes et Argenteuil).
- Jeanne-Mance et Viger sont regroupés pour former Jeanne-Mance—Viger.
- Création de Bourassa-Sauvé du regroupement de Bourassa et Sauvé.
- Beauharnois-Huntingdon, Salaberry-Soulanges et une partie de Vaudreuil sont redécoupés pour former 
  - Beauharnois;
  - Huntingdon et
  - Soulanges.

## 2011

Redécoupage de 2011 de la carte électorale québécoise

Une nouvelle carte électorale est adoptée le 19 octobre 2011,. Elle sera en vigueur lors de l'élection générale de 2012.  Le nombre de circonscriptions reste stable à 125.
- La circonscription d'Anjou est renommée Anjou–Louis-Riel.
- Charlevoix devient Charlevoix–Côte-de-Beaupré par ajout de la partie ouest de Montmorency.
- Drummond disparait, divisée entre la nouvelle Drummond—Bois-Francs et Johnson.
- Frontenac et une partie de Lotbinière sont regroupés pour former Lotbinière-Frontenac.
- Marguerite-D'Youville disparait et Montarville apparait.
- Matane disparaît, divisée entre la nouvelle circonscription de Matane-Matapédia (remplaçant Matapédia) et Gaspé.
- Mégantic-Compton est modifiée et reprend le nom de Mégantic, disparu depuis 1973.
- Montmagny-L'Islet et une partie de Kamouraska-Témiscouata sont regroupés pour former Côte-du-Sud.
- Nicolet-Yamaska disparait et Nicolet-Bécancour apparait.
- Prévost se réduit à la ville de Saint-Jérôme dont elle prend le nom.
- Création de Repentigny (détachée de L'Assomption).
- Rivière-du-Loup et une partie de Kamouraska-Témiscouata sont regroupées pour former Rivière-du-Loup–Témiscouata.
- Création de Sainte-Rose (détachée de Fabre et de Vimont).
- Création de Sanguinet (détaché de Châteauguay, de La Prairie et de Huntingdon).
- Shefford est divisée entre Brome-Missisquoi et la nouvelle circonscription de Granby.
- Vanier devient Vanier-Les Rivières.

Un bon nombre de circonscriptions sont également modifiées, souvent pour simplifier le découpage ou refléter les limites de municipalités et d'arrondissements.

## 2017
Le rapport préliminaire de la Commission de la représentation électorale (CRE) est déposé le 17 mars 2015. Des auditions publiques sont tenues au printemps 2015 à différents endroits à travers le Québec, puis en septembre 2016 la Commission de l'Assemblée nationale procède à l'étude détaillée de ce rapport. En février 2017, le rapport révisé de la CRE est déposé, puis débattu à l'Assemblée nationale. Enfin, la Commission dépose son rapport final le 14 juin 2017. 
- Création de Laviolette–Saint-Maurice, composée d'une grande partie de Laviolette dont le reste va dans Champlain, et d'une partie de Saint-Maurice, dont l'autre partie va dans Maskinongé ;
- Création de Les Plaines, détachée de Blainville, Masson et Mirabel ;
- Recréation de Prévost, détachée de Bertrand et Rousseau ;
- Création de Mont-Royal–Outremont, composée de la plus grande partie de Mont-Royal et d'Outremont, la partie restante de ces circonscriptions étant transférée dans D'Arcy-McGee ;
- Crémazie est renommée Maurice-Richard.

En outre, les limites de 16 autres circonscriptions sont modifiées.

## 2022
En 2022, le ministre Simon Jolin-Barrette propose un changement de nom de la circonscription de Bourget pour « Camille-Laurin » en l'honneur de Camille Laurin, politicien et plusieurs fois député de la circonscription, également « père » de la Charte de la langue française ou loi 101. Cette proposition rappelle un processus similaire à celui de la circonscription Maurice-Richard (anciennement Crémazie). En effet, le 163e article de la réforme de la loi 101 (loi 96) mentionne une circonscription baptisée Camille-Laurin,.
Le changement de nom prend effet à la dissolution de la 42e législature le 28 août 2022

## 2024
Le rapport préliminaire de la Commission de la représentation électorale (CRE) est déposé le 19 septembre 2023. Des auditions auront lieu en automne 2023 à différents endroits à travers le Québec. La nouvelle carte électorale devrait être adoptée en 2024 et utilisée pour la première fois lors des élections générales provinciales de 2026. 
À la suite de nombreuses critiques, le ministre responsable des institutions démocratiques Jean-François Roberge propose d'abolir l'actuel processus et de le reporter à 2030 dans un nouveau processus de révision de la carte électorale avec de nouvelles règles qui encadrent le redécoupage. Cependant en automne 2024, la cour supérieure du Québec ordonne la reprise des travaux de la Commission de la représentation électorale. Également, plusieurs élus municipaux contestent la constitutionalité de la loi 59 même qu'une poursuite judicaire a eu lieu une première fois en juin 2024 et la deuxième sera en mai 2025. 
Le 29 mai 2025, la cour supérieure du Québec tranche que les prochaines élections pourront se dérouler selon la carte électorale actuelle et plaide en faveur des élus de la Gaspésie qui voulaient repousser le redécoupage électoral au-delà de 2026.   

### Changements proposés

#### Nouvelles circonscriptions
- Bellefeuille, détachée d'Argenteuil, Mirabel, Prévost et Saint-Jérôme.
- Gaspé-Bonaventure, fusion de Bonaventure et une partie de celle de Gaspé.
- Marie-Lacoste-Gérin-Lajoie, détachée de Drummond–Bois-Francs et Johnson.

#### Nouvelles toponymies
- Johnson renommée Daniel-Johnson.
- Rosemont renommée Rosemont--Louis-Riel.

Le gouvernement du Québec souhaite de son côté rebaptiser cinq circonscriptions via des projets de loi afin de mieux refléter le territoire couvert:
- Arthabaska renommée Arthabaska--L'Érable.
- Laporte renommée Pierre-Laporte.
- Matane-Matapédia renommée Matane--Matapédia--Mitis.
- Rivière-du-Loup–Témiscouata renommée Rivière-du-Loup–Témiscouata–Les Basques[23].
- Vimont renommée Vimont-Auteuil.

#### Abolition
- Anjou–Louis-Riel redistribuée dans Camille-Laurin et Rosemont--Louis-Riel.
- Gaspé redistribuée dans Gaspé-Bonaventure et Matane-Matapédia.

## Tableau de progression
- 1867 65
- 1890 73
- 1897 74
- 1912 81
- 1931 90
- 1939 86
- 1944 91
- 1948 92
- 1956 93
- 1966 108
- 1973 110
- 1981 122
- 1989 125